# Working Class Hero: The Definitive Lennon
Albums de John Lennon
Peace, Love & Truth
(2005) The US vs. John Lennon
(2010)
Albums des meilleurs succès de John Lennon
Instant Karma: All-Time Greatest Hits
(2002) Power to the People: The Hits
(2010)
Working Class Hero - The Definitive Lennon est une compilation de John Lennon sorti en octobre 2005. Le soixante-cinquième anniversaire de sa naissance et le vingt-cinq ans de sa disparition donnent également lieu à la réédition de deux de ses albums : Walls and Bridges et Some Time in New York City, avec un documentaire capital diffusé par la BBC. 
Cette compilation regroupe 38 chansons sur deux CD, soit plus de 150 minutes de musique. On y retrouve tous les tubes de Lennon ainsi que des chansons cruciales de son répertoire, sélectionnés par Yoko Ono et Parlophone, tous remasterisés pour l'occasion.

## Titres
Disque 1
1. (Just Like) Starting Over – 3:56
2. Imagine – 3:02
3. Watching the Wheels – 3:30
4. Jealous Guy – 4:14
5. Instant Karma! – 3:20
6. Stand by Me (Ben E. King, Jerry Leiber et Mike Stoller) – 3:26
7. Working Class Hero – 3:48
8. Power to the People – 3:22
9. Oh My Love – 2:44
10. Oh Yoko! – 4:18
11. Nobody Loves You (When You're Down and Out) – 5:07
12. Nobody Told Me – 3:34
13. Bless You – 4:37
14. Come Together (Live) (Lennon/McCartney) – 4:22
15. New York City – 4:31
16. I'm Stepping Out – 4:06
17. You Are Here – 4:07
18. Borrowed Time – 4:29
19. Happy Xmas (War Is Over) (Lennon, Ono) – 3:37

Disque 2
1. Woman – 3:33
2. Mind Games – 4:12
3. Out the Blue – 3:22
4. Whatever Gets You thru the Night – 3:27
5. Love – 3:23
6. Mother – 5:34
7. Beautiful Boy (Darling Boy) – 4:01
8. Woman Is the Nigger of the World (Lennon, Ono) – 5:16
9. God – 4:09
10. Scared – 4:36
11. #9 Dream – 4:46
12. I'm Losing You – 3:55 (La version enregistrée avec les membres du groupe Cheap Trick, tirée de la compilation John Lennon Anthology de 1998.)
13. Isolation – 2:51
14. Cold Turkey – 5:01
15. Intuition – 3:08
16. Gimme Some Truth – 3:15
17. Give Peace a Chance – 4:50
18. Real Love – 4:12 (Tiré de John Lennon Anthology)
19. Grow Old With Me – 3:20 (Tiré de John Lennon Anthology)

## Classement
| Classement (1975)             | Meilleure position |
| ----------------------------- | ------------------ |
| Royaume-Uni (UK Albums Chart) | 11                 |
| États-Unis (Billboard)        | 135                |
| France (IFOP)                 | 11                 |